# Condado de Rocky View
El condado de Rocky View es un distrito municipal canadiense situado en la provincia de Alberta.

## Superficie
Rocky View tiene una superficie de 3828,85 km².

## Demografía
En 2021, tenía 41 028 habitantes, una densidad poblacional de 10,7 hab./km², y 14 714 viviendas.